# Matilde Pérez Palacio
Matilde Pérez Palacio, född 1913, död 1992, var en peruansk politiker och feminist. 
Hon engagerade sig i kampanjen för rösträtt för kvinnor.  
Hon blev 1956 en av de första nio kvinnor som valdes in i Perus kongress det året. Hon satt i kongressen 1956-1968.